# Fort Hamilton Parkway (línea Culver)
La Fort Hamilton Parkway  es una estación local en la línea Culver del Metro de Nueva York de la división B del Independent Subway System (IND). La estación se encuentra localizada en Windsor Terrace, Brooklyn entre Fort Hamilton Parkway y la Avenida Prospect. La estación es servida por los trenes del servicio  y .